# Regine Sawyer
Regine L. Sawyer es una escritora y editora de cómics estadounidense, fundadora del Colectivo Internacional de Mujeres en el Cómic de NYC. Es autora de The Rippers, Eating Vampires y Ice Witch. Es propietaria, escritora y creadora de Lockett Down Productions, una pequeña empresa de prensa que emplea artistas de cómics exclusivamente femeninas con énfasis en mujeres de color. Fue moderadora del panel Women in Comics en la San Diego Comic Con en 2017.
Lockett Down Productions Publications fue establecida por primera vez en diciembre de 2007 por Regine Sawyer. Hizo su debut público en la New York Comic Con en abril de 2008. Sawyer creó esta compañía multimedia para especializarse en cómics y ropa promocional. LDP Publications ha publicado varios cómics: The Rippers, Ice Witch y Eating Vampires están escritos y creados por Sawyer.
El Colectivo Internacional de Mujeres en el Cómic de NYC o "WinC" se dedica a dar voz a las mujeres que trabajan en la industria del cómic y ayudarlas a mejorar su marca y promover sus proyectos. Sawyer inició esta organización en mayo de 2012 después de organizar un panel de Mujeres en los cómics en el Bronx Heroes Comic Con. En el panel, Sawyer reconoció a una comunidad de mujeres de color muy poco representada en la industria del cómic. WinC enfatiza estar abierto a todas las mujeres de cualquier etnia, cultura o origen con el objetivo de dar una razón monetaria para continuar en este campo. WinC ha crecido hasta tener más de 100 miembros y organiza talleres y paneles en todo el país.

## Estudios
En lugar de perseguir la pasión por los cómics, Sawyer asistió a la universidad con la intención de "abrocharse el cinturón" y encontrar un "trabajo de verdad". Recibió una licenciatura en tecnología y administración que utilizó inmediatamente después de la universidad, donde recibió un trabajo como gerente.

## Después de la universidad
En 2006, Sawyer recordó su pasión por los cómics después de conocer a Rob Taylor, propietario de la compañía de cómics independiente Superhuman Works. Ella aceptó un trabajo en su compañía, donde editaría sus guiones, buscaría talentos, recibiría presentaciones de artistas y organizaría apariciones en convenciones para él. Solo le tomó un año darse cuenta de que esto era algo que podía hacer.

## Carrera
Fundó su propia empresa, Lockett Down Productions y publicó dos cómics, The Rippers y Eating Vampires. En 2012, Ray Felix, el director ejecutivo de la Bronx Heroes Comic Con, le pidió a Sawyer que organizara un panel sobre las mujeres en la industria, donde conoció a numerosas creadoras de cómics y se inspiró para crear un espacio específicamente para mujeres en la industria del cómic. Ese año fundó el Colectivo de Mujeres en el Cómic.

## Publicaciones
Sawyer comenzó a escribir The Rippers cuando tenía 17 años. En la serie, un cazarrecompensas intergaláctico regulado por el gobierno llamado Rhiannon O'Cair es acusado de un crimen que no recuerda haber cometido.
Su proyecto más reciente es Eating Vampires, sobre una joven llamada Evelyn, la última de una raza de curanderos. Su guardián devorador de vampiros, Rigel, hace todo lo posible para protegerla de los seres sobrenaturales que la quieren muerta.